# Slotø
Slotø es una isla deshabitada de Dinamarca, ubicada en el fiordo de Nakskov y perteneciendo al municipio de Lolland. La isla ocupa una superficie de 0,20 km², y su punto más alto se encuentra a tan solo 1 metro sobre el nivel del mar.